# ОФК Левски (Карлово)
Вижте пояснителната страница за други значения на Левски.
Левски е български общински футболен клуб от град Карлово, основан през 1923 г. Участва в Югоизточната Трета лига.
Играе домакинските си мачовете на карловския стадион „Васил Левски“ с капацитет от 6000 места. Основният екип е синьо-бял, а резервният бяло-син. Старши треньор е Янко Вълканов Президент на клуба е д-р Емил Кабаиванов, който е кмет на Карлово и бивш лидер на СДС.

## История
Левски (Карлово) е основан през 1923 г. До 2016 г. клубът има 10 сезона във второто ниво на българския футбол, като записва най-доброто си представяне през 1974/75, когато завършва на 3-то място в Южната Б група.
За последно е част от Б група през сезон 1981/82, когато под името Торпедо (Карлово) завършва на 17-о място от общо 22 отбора и изпада във В група. Именно през този сезон обаче изгрява звездата на най-известния футболист, излязъл от школата на клуба – Петър Александров. Той бележи 10 гола в 26 мача, а след края на сезона е привлечен от Славия (София). Впоследствие играе в клубове от Германия и Швейцария и участва с националния отбор на световното първенство по футбол в САЩ през 1994 г.
Най-доброто представяне на Левски (Карлово) в турнира за Купата на България е през сезон 1993/94, когато достига до осминафиналите. Там е отстранен от елитния Пирин (Благоевград) след загуба като гост с 0:7 и домакинско равенство 1:1.
През сезон 2015/16 Левски (Карлово) се класира на 13-о място в Югоизточната В група, но по административен път влиза в новосформираната Втора лига, след като подава заявка за участие и е одобрен от БФС. Така след 34-годишна пауза клубът отново участва във второто ниво на родния футбол.

## Наименования
- Левски – 1923 – 1944
- ДНА – 1945 – 1956
- Торпедо – 1956 – 1960
- Левски – 1960 – 1969
- Торпедо – 1969 – 1989
- Левски – 1989 – 1992
- Карлово – 1992 – 1994
- Левски – 1994 – 1997
- Торпедо – 1997 – 2004
- Левски – 2004

## Успехи
- 3-то място в Южната Б група през 1974/75
- 11 участия в Б група през 1962/63; 1963/64; 1971/72; 1972/73; 1973/74; 1974/75; 1975/76; 1976/77; 1978/79, 1981/82 и 2016/17
- Осминафиналист[5] за Царската купа през 1939 г. (според други данни[6] обаче осминафиналист е Левски (Бургас)
- Шестнайсетинафиналист за купата на страната през 1961/62 г.
- Осминафиналист за купата на страната през 1993/94 г.

## Настоящ състав
Към 3 август 2024 г.